# Ефект Гартмана
Ефект Гартмана — описує, що час затримки для квантово-тунельної частинки не залежить від товщини непрозорого бар'єру. Він названий на честь Томаса Гартмана, який відкрив його в 1962 році.

## Огляд
Ефект Гартмана — це ефект тунелювання через бар'єр, де час тунелювання має тенденцію приймати постійне значення для досить довгих бар'єрів. Вперше був описаний Томасом Е. Гартманом у 1962 році. Хоча цей ефект вперше було передбачено для квантових частинок, що керуються рівняннями Шредінгера, він також має місце для пакетів класичних електромагнітних хвиль, що тунелюють як еванесцентні хвилі через електромагнітні бар'єри. Це трапляється тому, що рівняння Гельмгольца для електромагнітних хвиль і незалежне від часу рівняння Шредінгера мають однакову форму. Оскільки тунелювання — це хвильове явище, воно має місце для всіх видів хвиль — хвиль речовини, електромагнітних хвиль і навіть звукових хвиль. Отже, ефект Гартмана повинен існувати для всіх тунельних хвиль.
У фізиці не існує єдиного та загальноприйнятого визначення «часу тунелювання». Це відбувається тому, що час не є оператором у квантовій механіці, на відміну від інших величин, таких як положення та імпульс. Серед багатьох кандидатів на «час тунелювання» є (i) групова затримка або фазовий час, (ii) час перебування, (iii) час Лармора, (iv) час Бюттікера–Ландауера та (v) напівкласичний час. Три з цих визначень часу тунелювання (групова затримка, час перебування та час Лармора) демонструють ефект Гартмана, в тому сенсі, що вони досягають постійного значення зі збільшенням товщини бар'єру. Якщо час тунелювання T залишається фіксованим при збільшенні довжини бар'єру L, то швидкість тунелювання v = L / T остаточно стане необмеженою. Таким чином, ефект Гартмана призводить до прогнозів аномально великих і навіть надсвітлових швидкостей тунелювання в межах товстих бар'єрів. Однак ймовірність передачі через такий бар'єр стає зникаюче малою, оскільки щільність ймовірності всередині бар'єру є експоненціально спадною функцією довжини бар'єру.

## Експериментальна перевірка ефекту Гартмана
Експерименти з часом тунелювання з квантовими частинками, такими як електрони, є надзвичайно складними не лише через часові масштаби (атосекунди) і масштаби довжини (менші ніж нанометри), але й через можливу взаємодію з навколишнім середовищем, яка не має нічого спільного з самим процесом тунелюванням. У результаті єдині експериментальні спостереження ефекту Гартмана були засновані на електромагнітних аналогах квантового тунелювання. Перша експериментальна перевірка ефекту Гартмана була проведена Ендерсом і Німцом, які використовували мікрохвильовий хвилевід із звуженою областю, яка служила бар'єром для хвиль з частотою нижче граничної частоти в цій області. Вони виміряли частотно-залежний фазовий зсув мікрохвиль безперервної хвилі, що передаються структурою. Вони виявили, що залежний від частоти фазовий зсув не залежить від довжини бар'єрної області. Оскільки групова затримка (фазовий час) є похідною від зсуву фази по частоті, така незалежність зсуву фази означає, що групова затримка не залежить від довжини бар'єру, і підтверджує ефект Гартмана. Вони також виявили, що виміряна групова затримка була меншою, ніж час проходження L / c для імпульсу, що поширюється зі швидкістю світла c через ту саму відстань бар'єру L у вакуумі. Звідси було зроблено висновок, що тунелювання еванесцентних хвиль є надсвітловим.
На оптичних частотах електромагнітні аналоги квантового тунелювання включають поширення хвилі у фотонних структурах із забороненою зоною та порушене повне внутрішнє відбиття на межі розділу між двома призмами, що знаходяться в тісному контакті. Шпільман та ін. послали лазерні імпульси тривалістю 12 фемтосекунд (FWHM) через смугу зупинки багатошарової діелектричної структури. Було виявлено, що виміряна групова затримка не залежить від кількості шарів або, що еквівалентно, довжини фотонного бар'єру, таким чином підтверджуючи ефект Гартмана для тунелювання світлових хвиль. В іншому оптичному експерименті Лонгі та ін. лазерні імпульси тривалістю 380 пікосекунд були відправлені через смугу зупинки волокнистої решітки Брегга (ВРБ). Експериментатори виміряли групову затримку переданих імпульсів для решіток довжиною 1,3 см, 1,6 см і 2 см і виявили, що затримка досягає постійного значення з довжиною L, і описується функцією tanh(qL), де q — константа з'єднання решітки. Це ще одне підтвердження ефекту Гартмана. Обчислена групова швидкість тунелювання була вищою, ніж швидкість еталонного імпульсу, що поширювався у волокні без бар'єру; швидкість також зростала з довжиною ВРБ або, що еквівалентно, відбивною здатністю.
У іншому підході до оптичного тунелювання Балку та Дютріо виміряли групову затримку, пов'язану з транспортуванням світла через невеликий проміжок між двома призмами. Коли промінь світла, що проходить через призму, потрапляє на межу скло-повітря під кутом, що перевищує певний критичний кут, він зазнає повного внутрішнього відбиття, і енергія не передається в повітря. Однак, коли інша призма наближається дуже близько (в межах довжини хвилі) до першої призми, світло може тунелювати через щілину та переносити енергію в другу призму. Це явище відоме як порушення повного внутрішнього відображення (ППВВ) і є оптичним аналогом квантового тунелювання. Балку та Дютріо отримали групову затримку за допомогою вимірювання зсуву променя (відомого як зсув Ґуса–Генхена) під час ППВВ. Вони виявили, що групова затримка досягає постійного значення при розділенні між призмами, таким чином підтверджуючи ефект Гартмана. Вони також виявили, що групові затримки були однаковими як для пропущених, так і для відбитих променів, результат, який прогнозується для симетричних бар'єрів.
Ефект Гартмана також спостерігався з акустичними хвилями. Ян та ін. поширювали ультразвукові імпульси через тривимірні фононні кристали з кульок карбіду вольфраму у воді. Для частот всередині смуги зупинки вони виявили, що групова затримка досягає постійного значення для довжини зразка. Перетворюючи затримку на швидкість, використовуючи формулу v = L/T, вони виявили групову швидкість, яка зростає з довжиною зразка. В іншому експерименті Робертсон та ін. створили періодичну структуру акустичного хвилеводу з акустичною забороненою зоною для імпульсів звукової частоти. Було виявлено, що всередині смуги зупинки акустична групова затримка була відносно нечутливою до довжини конструкції, що підтверджує ефект Гартмана. Крім того, групова швидкість зростала з довжиною і була більшою за швидкість звуку, явище, яке вони називають «подоланням звукового бар'єру».

## Походження ефекту Гартмана
Чому час тунелювання частинки або хвильового пакета стає незалежним від довжини бар'єру для достатньо довгих бар'єрів? Походження ефекту Гартмана було загадкою протягом десятиліть. Якщо час тунелювання стає незалежним від довжини бар'єру, це означає, що хвильовий пакет прискорюється, коли бар'єр стає довшим. Він не тільки прискорюється, але й прискорюється саме на потрібну величину, щоб подолати збільшену відстань за той самий час. У 2002 році Герберт Вінфул показав, що групова затримка для фотонної структури забороненої зони ідентична часу перебування, який пропорційний збереженій енергії в бар'єрі. Насправді час перебування - це збережена енергія, поділена на вхідну потужність. У зоні зупинки електричне поле є експоненціально спадною функцією відстані. Запасена енергія пропорційна інтегралу від квадрата поля. Цей інтеграл, площа під спадною експонентою, стає незалежним від довжини для достатньо довгого бар'єру. Групова затримка досягає постійного значення, оскільки накопичена енергія досягає постійного значення. Він надав нове визначення груповій затримці в тунелюванні як час життя накопиченої енергії, що виходить через обидва кінці. Ця інтерпретація групової затримки як тривалості також пояснює, чому групові затримки передачі та відбиття рівні для симетричного бар'єру. Він зазначив, що час тунелювання не є затримкою поширення і «не повинен бути пов'язаний зі швидкістю, оскільки еванесцентні хвилі не поширюються». В інших роботах Вінфул поширив свій аналіз на квантове (на відміну від електромагнітного) тунелювання та показав, що групова затримка дорівнює часу перебування плюс затримці самоперешкоди, обидва з яких пропорційні інтегральній щільності ймовірності і, отже, досягають постійного значення для заданої довжини бар'єра.